# Fidèle (film, 1911)
Pour les articles homonymes, voir Fidèle.
Pour plus de détails, voir Fiche technique et Distribution.
Fidèle est un film muet français réalisé par Léonce Perret, sorti en 1911.

## Fiche technique
- Titre : Fidèle
- Réalisation : Léonce Perret
- Scénario :  Léonce Perret
- Photographie :
- Société de production : Société des Etablissements L. Gaumont
- Pays d'origine :  France
- Format : Noir et blanc — 35 mm — 1,33:1 — Muet
- Métrage : 291 mètres
- Genre : Film romantique
- Durée : 10 minutes
- Dates de sortie :
  -  France : 1er décembre 1911

## Distribution
- Léonce Perret : Jacques